# Filmografia actriței Helen Hunt

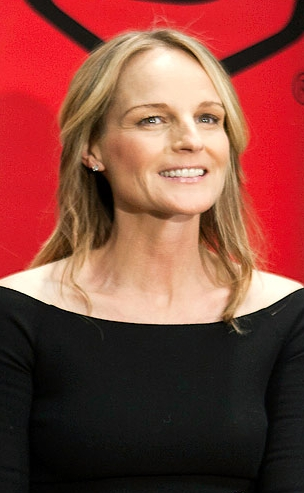
Helen Hunt în 2011

Aceasta este filmografia actriței și regizoarei Helen Hunt.

## Film
| An   | Titlu                                           | Rol                             | Note                                                 |
| ---- | ----------------------------------------------- | ------------------------------- | ---------------------------------------------------- |
| 1977 | Rollercoaster (Atentat în parcul de distracții) | Tracy Calder                    |                                                      |
| 1985 | Trancers                                        | Leena                           |                                                      |
| 1985 | Waiting to Act                                  | Tracy                           |                                                      |
| 1985 | Girls Just Want to Have Fun                     | Lynne Stone                     |                                                      |
| 1986 | The Nativity                                    | Mary                            | Rol de voce                                          |
| 1986 | Peggy Sue Got Married                           | Beth Bodell                     |                                                      |
| 1987 | Project X                                       | Teri                            |                                                      |
| 1988 | Miles from Home                                 | Jennifer                        |                                                      |
| 1988 | Stealing Home                                   | Hope Wyatt (adult and pregnant) |                                                      |
| 1988 | The Frog Prince                                 | Prințesa Henrietta              |                                                      |
| 1989 | Next of Kin                                     | Jessie Gates                    |                                                      |
| 1991 | Trancers II                                     | Lena Deth                       |                                                      |
| 1992 | The Waterdance                                  | Anna                            |                                                      |
| 1992 | Only You                                        | Clare Enfield                   |                                                      |
| 1992 | Mr. Saturday Night                              | Annie Wells                     |                                                      |
| 1992 | Bob Roberts                                     | Rose Pondell                    |                                                      |
| 1992 | Trancers III                                    | Lena                            |                                                      |
| 1993 | Sexual Healing                                  | Rene                            |                                                      |
| 1995 | Kiss of Death                                   | Bev Kilmartin                   |                                                      |
| 1996 | Twister                                         | Dr. Jo Harding                  |                                                      |
| 1997 | As Good as It Gets                              | Carol Connelly                  | A câștigat Premiul Oscar pentru cea mai bună actriță |
| 2000 | Dr. T & the Women                               | Bree Davis                      |                                                      |
| 2000 | What Women Want                                 | Darcy McGuire                   |                                                      |
| 2000 | Pay It Forward                                  | Arlene McKinney                 |                                                      |
| 2000 | Cast Away                                       | Kelly Frears                    |                                                      |
| 2001 | One Night at McCool's                           | Truck driver                    | Scene șterse                                         |
| 2001 | The Curse of the Jade Scorpion                  | Betty Ann Fitzgerald            |                                                      |
| 2004 | A Good Woman                                    | Mrs. Erlynne                    |                                                      |
| 2006 | Bobby                                           | Samantha Stevens                |                                                      |
| 2007 | Then She Found Me                               | April Epner                     | Și co-scenarist, producător și regizor               |
| 2011 | Every Day                                       | Jeannie                         |                                                      |
| 2011 | Soul Surfer                                     | Cheri Hamilton                  |                                                      |
| 2011 | Jock of the Bushveld                            | Jess                            | Rol de voce                                          |
| 2012 | The Sessions                                    | Cheryl Cohen-Greene             |                                                      |
| 2013 | Decoding Annie Parker                           | Dr. Mary-Claire King            |                                                      |

## Televiziune
| An         | Titlu                                                 | Rol                   | Note                                                                                         |
| ---------- | ----------------------------------------------------- | --------------------- | -------------------------------------------------------------------------------------------- |
| 1973       | Pioneer Woman                                         | Sarah Sargeant        | Film                                                                                         |
| 1974       | Amy Prentiss                                          | Jill Prentiss         | Toate cele 3 episoade                                                                        |
| 1975       | Death Scream                                          | Teila Rodriguez       | Film                                                                                         |
| 1975       | The Swiss Family Robinson                             | Helga                 | Rol principal; 20 episoade                                                                   |
| 1975       | All Together Now                                      | Susan Lindsay         | Film                                                                                         |
| 1976       | Ark II                                                | Diana                 | Episodul: "Omega"                                                                            |
| 1976       | Having Babies                                         | Sharon McNamara       | Film                                                                                         |
| 1977       | The Spell                                             | Kristina Matchett     | Film                                                                                         |
| 1977       | The Fitzpatricks                                      | Kerry Gerardi         | 9 episoade                                                                                   |
| 1977       | The Mary Tyler Moore Show                             | Laurie Slaughter      | Episodul: "Murray Ghosts for Ted"                                                            |
| 1978       | The Bionic Woman                                      | Princess Aura         | Sezonul 3 Episode 16: "Sanctuary Earth"                                                      |
| 1979       | Transplant                                            | Janice Hurley         | Film                                                                                         |
| 1980 1981  | Knots Landing                                         | Betsy Brenda          | "Hitchhike" (Part 2) "Step One"                                                              |
| 1981       | CBS Afternoon Playhouse                               | Phoebe                | "I Think I'm Having a Baby"                                                                  |
| 1981       | Child Bride of Short Creek                            | Naomi                 | Film                                                                                         |
| 1981       | The Best Little Girl in the World                     |                       | Film                                                                                         |
| 1981       | Darkroom                                              | Nancy Lawrence        | Episodul: "The Bogeyman Will Get You"                                                        |
| 1981       | Angel Dusted                                          | Lizzie Eaton          | Film                                                                                         |
| 1981       | The Miracle of Kathy Miller                           | Kathy Miller          | Film                                                                                         |
| 1982       | Desperate Lives                                       | Sandy Cameron         | Film                                                                                         |
| 1982–83    | It Takes Two                                          | Lisa Quinn            | Rol principal                                                                                |
| 1983       | Bill: On His Own                                      | Jenny Wells           | Film                                                                                         |
| 1983       | Quarterback Princess                                  | Tami Maida            | Film                                                                                         |
| 1983       | Choices of the Heart                                  | Cathy                 | Film                                                                                         |
| 1984       | Sweet Revenge                                         | Debbie Markham        | Film                                                                                         |
| 1985       | Highway To Heaven                                     | Lizzy MacGill         | Episodul: "Thoroughbreds" (Parts 1 & 2)                                                      |
| 1984–86    | St. Elsewhere                                         | Clancy Williams       | 8 episoade                                                                                   |
| 1988       | Shooter                                               | Tracey                | Film                                                                                         |
| 1989       | Next of Kin                                           | Jessie Gates          | Film                                                                                         |
| 1989       | Incident at Dark River                                | Jesse McCandless      | Film                                                                                         |
| 1991       | My Life and Times                                     | Rebecca Miller        | 6 episoade                                                                                   |
| 1991       | Murder in New Hampshire: The Pamela Wojas Smart Story | Pamela Smart          | Film                                                                                         |
| 1991       | Into the Badlands                                     | Blossom               | Film                                                                                         |
| 1992–99    | Mad About You                                         | Jamie Stemple Buchman |                                                                                              |
| 1993       | In the Company of Darkness                            | Gina Pulasky          | Film                                                                                         |
| 1994, 1997 | Saturday Night Live                                   | Rolul ei (gazdă)      | 2 episoade                                                                                   |
| 1995       | Friends                                               | Jamie Buchman         | Sezonul one, Episodul: "The One with Two Parts" (Part 1); Mad About You crossover appearance |
| 1998       | The Simpsons                                          | Renee                 | Episodul: "Dumbbell Indemnity"                                                               |
| 1998       | Twelfth Night                                         | Viola                 | Film                                                                                         |
| 2005       | Empire Falls                                          | Janine Roby           |                                                                                              |

## Ca regizor
| An        | Titlu             | Note |
| --------- | ----------------- | --- |
| 1998 1999 | Mad About You     | episoadele: "Cheating on Sheila", "Mother's Day", "Farmer Buchman", "The Final Frontier" (Partea 1 & 2) |
| 2007      | Then She Found Me | |
| 2012      | Californication   | Episodul: "At the Movies"                                                                               |
| 2013 2015 | Revenge           | Episodul: "Retribution" Episodul: "Loss"                                                                |
| 2015      | Ride              | Lansat cinematografic                                                                                   |
| 2016      | Life in Pieces    | Episodul: "Bite Flight Wing-Man Bonnie"                                                                 |